# Paul Dumont Trophy
Paul Dumont Trophy je hokejová trofej udělovaná každoročně osobnosti roku jakkoliv spojené s juniorskou ligou Quebec Major Junior Hockey League.

## Držitelé Paul Dumont Trophy
| Sezóna  | Jméno                 | Tým                         |
| ------- | --------------------- | --------------------------- |
| 2013-14 | Zachary Fucale        | Halifax Mooseheads          |
| 2012-13 | Jonathan Drouin       | Halifax Mooseheads          |
| 2011–12 | Jonathan Huberdeau    | Saint John Sea Dogs         |
| 2010–11 | Louis Leblanc         | Montreal Junior Hockey Club |
| 2009–10 | Joël Chouinard        | Victoriaville Tigres        |
| 2008–09 | Guy Boucher           | Drummondville Voltigeurs    |
| 2007–08 | Martin Mondou         | Shawinigan Cataractes       |
| 2006–07 | Kris Letang           | Val-d'Or Foreurs            |
| 2005–06 | Clément Jodoin        | Lewiston MAINEiacs          |
| 2004–05 | Sidney Crosby         | Rimouski Océanic            |
| 2003–04 | Sidney Crosby         | Rimouski Océanic            |
| 2002–03 | Jean-François Plourde | Sherbrooke Castors          |
| 2001–02 | Olivier Michaud       | Shawinigan Cataractes       |
| 2000–01 | Simon Gamache         | Val-d'Or Foreurs            |
| 1999–00 | Brad Richards         | Rimouski Océanic            |
| 1998–99 | Simon Gagné           | Québec Remparts             |
| 1997–98 | Mike Ribeiro          | Rouyn-Noranda Huskies       |
| 1996–97 | Michel Therrien       | Granby Prédateurs           |
| 1995–96 | Christian Dubé        | Sherbrooke Faucons          |
| 1994–95 | Éric Dazé             | Beauport Harfangs           |
| 1993–94 | Yanick Dubé           | Laval Titan                 |
| 1992–93 | Martin Lapointe       | Laval Titan                 |
| 1991–92 | Patrick Poulin        | Saint-Hyacinthe Laser       |
| 1990–91 | Patrice Brisebois     | Drummondville Voltigeurs    |
| 1989–90 | Stéphane Fiset        | Victoriaville Tigres        |